# Sizenando Nabuco de Melo
Sizenando Nabuco de Melo (Passo de Camaragibe, 16 de julho de 1906 – Maceió, 4 de setembro de 1989) foi um advogado e político brasileiro.

## Biografia
Filho de Senhorinho Alves de Melo e de Francisca Teodora Nabuco de Melo, Sizenando Nabuco é formado em direito pela Universidade Federal de Pernambuco.
Foi promotor de justiça em Maragogi, São Miguel dos Campos e Maceió, além de ter sido juiz auxiliar em Pilar, foi também inspetor de ensino de Alagoas e diretor do Montepio dos Servidores do Estado.

### Carreira Política
Filiado ao PTB, elegeu-se deputado estadual em 1947 sendo reeleito em 1950 e 1954. 
Nas eleições estaduais do estado em 1955, foi eleito vice-governador de Alagoas com 50.865 votos pelo Partido Social Progressista (PSP), em chapa encabeçada por Muniz Falcão. Assumiu o cargo em janeiro de 1956, tendo antes deixado o mandato de deputado estadual.
Nabuco rompeu politicamente com seu colega de chapa durante o mandato.
Em setembro de 1957, a maioria da Assembleia Legislativa de Alagoas vota pelo afastamento do governador em um processo de impeachment, o que fez Nabuco assumir interinamente o governo do estado entre 15 de setembro de 1957 á 24 de janeiro de 1958, sua breve passagem no governo durou 131 dias, até o titular ser reconduzido ao cargo após o Supremo Tribunal Federal anular o processo de impeachment, voltando para o cargo de vice.
Após cumprir o mandato de vice-governador de Alagoas, Nabuco se aposenta da vida política, retornando a sua carreira jurídica. Faleceu em Maceió no dia 4 de setembro de 1989.